# Sebastes chrysomelas
Sebastes chrysomelas är en fiskart som först beskrevs av David Starr Jordan och Charles Henry Gilbert, 1881.  Sebastes chrysomelas ingår i släktet Sebastes och familjen kungsfiskar. Inga underarter finns listade i Catalogue of Life.